# Lucinoma bengalensis
Lucinoma bengalensis is een tweekleppigensoort uit de familie van de Lucinidae. De wetenschappelijke naam van de soort is voor het eerst geldig gepubliceerd in 1894 door Smith.